# El Granado
El Granado és un poble de la província de Huelva (Andalusia), que pertany a la comarca d'El Andévalo.

## Demografia
| 1996 | 1998 | 1999 | 2000 | 2001 | 2002 | 2003 | 2004 | 2005 | 2006 | 2007 |
| ---- | ---- | ---- | ---- | ---- | ---- | ---- | ---- | ---- | ---- | ---- |
| 680  | 664  | 681  | 661  | 653  | 653  | 639  | 624  | 624  | 618  | 616  |